# Benjamin Buchloh
Benjamin Heinz-Dieter Buchloh (15 de noviembre de 1941) es un historiador de arte alemán. Ha sido profesor Andrew W. Mellon de Arte moderno de la Universidad de Harvard.

## Biografía
Nacido en Colonia (Alemania) el 15 de noviembre de 1941, Buchloh obtuvo un grado M.Phil en Literatura alemana por la Universidad Libre de Berlín en 1969.  Más tarde obtuvo un doctorado Ph.D en Historia del arte en la Universidad de Nueva York City, donde estudió con Rosalind E. Krauss.

## Trayectoria
Durante un tiempo trabajó como editor para la revista de arte alemana Interfunktionen y enseñó en la Academia de Bellas Artes de Düsseldorf. Más tarde pasó por el Instituto de las Artes de California, la Universidad Estatal de Nueva York y la Universidad de Chicago. También enseñó en el MIT como profesor asociado entre 1989 y 1994. De 1991 a 1993, fue director de estudios del Museo Whitney de Arte. Entre 1994 y 2005 fue profesor de la Universidad de Columbia y de su centro gemelo, el Barnard College, como profesor Virginia B. Wright de Arte contemporáneo. En 2005 es contratado por el departamento de Historia del Arte y la Arquitectura de la Universidad de Harvard como profesor Franklin D. y Florence Rosenblatt de Arte moderno.  En 2006, fue nombrado profesor Andrew  W. Mellon de Arte moderno. Buchloh ha sido también coeditor de la revista de arte October. En 2007, ganó el premio León de Oro de la Bienal de Venecia por su trabajo como historiador de arte.

## Trabajos
Su libro, Neo-Avantgarde and Culture Industry, publicado el año 2000, es una colección de dieciocho ensayos en torno a figuras importantes del arte de la posguerra. Escritos desde el final de la década de 1970, cubren etapas como el Nuevo realismo en Francia (Arman, Yves Klein, Jacques de la Villeglé), arte alemán de la posguerra (Joseph Beuys, Sigmar Polke, Gerhard Richter), arte estadounidense (Fluxus) y Arte pop (Robert Watts y Andy Warhol), minimalismo y posminimalismo (Michael Asher y Richard Serra), y arte europeo y conceptual estadounidense (Daniel Buren y Dan Graham). Buchloh utiliza sus ensayos para unir literatura y pintura, como por ejemplo con Nancy Spero y Lawrence Weiner. O se pregunta cuestiones más generales respecto del desarrollo de los modelos de la crítica institucional (Hans Haacke) y la teoría del museo (Marcel Broodthaers); o reflexiona sobre la formación de la memoria histórica en el arte posconceptual (James Coleman).
En 2004, publica Art Since 1900 junto a Harold Foster, Rosalind Krauss e Yve-Alain Bois.
En 2009, Buchloh residió en la Academia americana en Berlín y trabajó sobre la figura de Gerhard Richter, del que redactó una monografía con el título Gerhard Richter: Painting After the Subject of History.
El segundo volumen de ensayos de Buchloh se titula Formalism and Historicity: Models and Methods in Twentieth-Century Art y fue publicado en 2015. Recoge una serie de importantes ensayos sobre el arte del siglo XX: arte soviético, neovanguardia y final de siglo.

### Lista de trabajos
- Andy Warhol: A Retrospective, con Kynaston McShine y Robert Rosenblum, 1990.ISBN 978-0870706806
- Gerhard Richter: Documenta IX, 1992, 1993. ISBN 978-0944219119
- Gerhard Richter, con José Lebrero, 1994. ISBN 978-8480260336
- James Coleman: Projected Images 1972-1994, con Lynne Cooke, 1995. ISBN 978-0944521311
- Experiments in the Everyday: Allan Kaprow and Robert Watts--Events, Objects, Documents, con Judith Rodenbeck, 2000. ISBN 978-1884919077
- Thomas Struth: Portraits, con Thomas Weski, 2001. ISBN 978-3888140969
- Gerhard Richter: Acht Grau, 2002. ISBN 978-3775712750
- Allan Sekula: Performance Under Working Conditions, con Karner Dietrich, 2003.ISBN 978-3901107405
- Neo-Avantgarde and Culture Industry: Essays on European and American Art from 1955 to 1975, 2003. ISBN 978-0262523479
- Thomas Hirschhorn, 2004. ISBN 978-0714842738
- Flashback: Revisiting The Art of the Eighties, con John Armleder, 2006. ISBN 978-3775716314
- Hans Haacke: For Real, con Rosalyn Deutsche, 2007. ISBN 978-3937572598
- Andy Warhol: Shadows and Other Signs of Life, 2008. ISBN 978-3865603845
- Ground Zero, con David Brussel e Isa Genzken, 2008. ISBN 978-3865603845
- Nancy Spero, con Mignon Nixon y Hélène Cixous, 2008. ISBN 978-8489771604
- Bauhaus 1919-1933, con Barry Bergdoll, Leah Dickerman y Brigid Doherty, 2009. ISBN 978-0870707582
- Gerhard Richter: Large Abstracts, 2009. ISBN 978-3775722490
- Arte desde 1900: 1900 a 1944, con Harold Foster, Yve-Alain Bois y Rosalind Krauss, 2011. ISBN 978-0500289525
- Gerhard Richter: 18 Oktober 1977, 2011. ISBN 978-3883751054
- Formalism and Historicity: Models and Methods in Twentieth-Century Art, 2015.ISBN 978-0262028523